# Matayba spruceana
Matayba spruceana är en kinesträdsväxtart som först beskrevs av George Bentham, och fick sitt nu gällande namn av Ludwig Radlkofer. Matayba spruceana ingår i släktet Matayba och familjen kinesträdsväxter. Inga underarter finns listade i Catalogue of Life.